# Zachár Gyula (jogász)
Zachár Gyula (Besztercebánya, 1875. július 3. – Gödöllő, 1964. április 18.) magyar jogász, egyetemi tanár.

## Életpályája
1898-ban lépett állami szolgálatba. 1902-től bíró volt, majd 1906-tól az Igazságügyminisztériumban teljesített szolgálatot. 1909-ben lett a budapesti egyetem magántanára magyar magánjogból. 1915-től 1920-ig budapesti ítélőtáblai bíró volt. 1919-ben nyugalmazott rk. tanár. 1920-ban mint táblai bíró ment nyugdíjba. 1920-tól ügyvéd és a közgazdaságtudományi egyetemen a magyar magánjog előadója volt. 1932 és 1944 között a debreceni egyetem ny. r. tanáraként működött (magyar magánjog). 

## Főbb  művei
- Magánjogi tanulmányok az igényper keretében (Bp., 1905)
- A magyar magánjog alaptanai (Bp., 1928; Negyedik kiadás, Grill Károly Kiadóvállalata, Budapest)
- Fejezetek legújabb magánjogunk köréből (Bp., 1939)

## Emlékezete
Sírja Gödöllőn, a Dózsa György úti temetőben a C-kriptasor-3505 alatt található.